# Учалле (река)
Учалле (устар. Учалы) — река в России, протекает по территории Татарстана. Устье реки находится в 303 км по левому берегу реки Ик. Длина реки составляет 16 км, площадь водосборного бассейна 59,3 км². Количество притоков протяжённостью менее 10 км — 2, их общая длина составляет 3 км.

## Данные водного реестра
По данным государственного водного реестра России относится к Камскому бассейновому округу, водохозяйственный участок реки — Ик от истока и до устья, речной подбассейн реки — бассейны притоков Камы до впадения Белой. Речной бассейн реки — Кама.
Код объекта в государственном водном реестре — 10010101312111100028541.